# Orophodon hapaloides
L'orofodonte (Orophodon hapaloides) è un mammifero xenartro estinto, di incerta collocazione sistematica. Visse nell'Oligocene superiore (circa 28 - 23 milioni di anni fa) e i suoi resti fossili sono stati ritrovati in Sudamerica.

## Descrizione
Questo animale è noto per resti incompleti, che tuttavia permettono di ricostruirne almeno parzialmente l'aspetto: Orophodon doveva essere uno xenartro di taglia media, lungo forse due metri, dal corpo relativamente robusto. Era dotato di una mandibola e di una dentatura caratteristiche. La mandibola era dotata di un bordo inferiore sinuoso ed era simile a quella dei megalonichidi; il ramo laterale del canale dentario si apriva al livello della metà del quarto molare inferiore.
I quattro denti inferiori, che occupavano uno spazio di circa 7-8 centimetri, erano pressoché verticali. I tre denti anteriori avevano una sezione ellittica o quasi circolare e, quando erano usurati, assumevano la forma di un tetto spiovente; il quarto dente era formato da due lobi separati da una semplice costrizione, e la superficie d'abrasione era dotata di una dentellatura anteriore. I primi quattro denti superiori possedevano una sezione simile a un rene, con un leggero solco interno, ma il quinto molare era formato da due lobi diseguali.
L'astragalo era simile a quello dei megalonichidi, ma era più depresso e allungato. Le dita e gli artigli erano molto compressi lateralmente. 

## Classificazione
Orophodon hapaloides venne descritto per la prima volta da Florentino Ameghino nel 1894, sulla base di resti fossili ritrovati nei terreni dell'Oligocene di Deseado, in Argentina. I fossili di Orophodon sono stati variamente attribuiti ai cingolati o ai pelosi; l'attribuzione ai cingolati, inizialmente proposta da Albert Gaudry nel 1906, era dovuta al rinvenimento negli stessi terreni di alcuni osteodermi isolati, descritti dallo stesso Ameghino come Palaeopeltis, e che secondo Gaudry erano appartenuti allo stesso animale.
In ogni caso, Orophodon e animali simili come Octodontotherium sono stati considerati un gruppo di xenartri dalle incerte affinità ma attribuibili ai pelosi, noti come Paratardigrada, di dimensioni maggiori rispetto ai successivi bradipi terricoli del Miocene come Hapalops. In ogni caso, Orophodon è il genere eponimo della famiglia Orophodontidae, che potrebbe comprendere anche Octodontobradys, molto più recente (Miocene superiore - Pliocene).

## Paleoecologia
Un'analisi dell'usura dentaria di Octodontotherium e di Orophodon ha indicato che questi animali solitamente dovevano nutrirsi di foglie abbastanza tenere, ma che occasionalmente si cibavano di vegetazione più dura (ad esempio semi) (Kalthoff e Green, 2018).